# Haworthia cooperi var. pilifera
Haworthia cooperi var. pilifera, és una varietat de Haworthia cooperi del gènere Haworthia de la subfamília de les asfodelòidies.

## Descripció
Haworthia cooperi var. pilifera es caracteritza pel seu color verd blavós, fulles més curtes i escarransides, amb espines marginals menys pronunciades, acabament de la fulla majoritàriament amb truges. La mida de la roseta pot oscil·lar entre els 4 i els 12 cm.

## Distribució i hàbitat
Aquesta varietat creix a en zones herbàcies seques de la província sud-africana del Cap Oriental. Es produeix des de la zona d'Uitenhage-Port Elizabeth a l'oest fins a Kingwilliamstown a l'est.

## Taxonomia
Haworthia cooperi var. pilifera va ser descrita per (Baker) M.B.Bayer i publicat a Haworthia Revisited: 54, a l'any 1999.
Etimologia
Haworthia: nom en honor del botànic britànic Adrian Hardy Haworth (1767-1833).
cooperi: epítet que honora al botànic i explorador de plantes anglès Thomas Cooper (1815-1913) que va recol·lectar plantes a Sud-àfrica del 1859 al 1862.
var. pilifera: epítet llatí que significa "amb pèls".
Sinonímia
- Haworthia pilifera Baker, Refug. Bot. 4: t. 234 (1870).
- Catevala pilifera (Baker) Kuntze, Revis. Gen. Pl. 2: 707 (1891).
- Haworthia obtusa var. pilifera (Baker) Uitewaal, Succulenta (Netherlands) 29: 50 (1948).
- Haworthia cooperi f. pilifera (Baker) Pilbeam, Haworthia & Astroloba: 58 (1983).[6]